# TuneIn
TuneIn ist ein Online-Dienst und eine Mobile App für Android, Apple iOS, Blackberry, Microsoft Windows Phone, Fire OS und Samsung, die ein Streaming von Radiosendern und Internetradio ermöglicht. Aktueller CEO ist John Donham.

## Geschichte
Das gleichnamige Unternehmen hat seinen Sitz in San Francisco, Kalifornien. Es wurde von Bill Moore unter dem Namen RadioTime im Jahr 2002 in Dallas gegründet. Im Mai 2014 gab TuneIn an, dass sein Dienst über 50 Millionen aktive Nutzer hat.

## Funktionen
Die TuneIn-Website und die kostenlosen Apps ermöglichen es laut eigenen Angaben dem Nutzer, über 100.000 Radiosender zu hören. Zusätzlich gibt es über vier Millionen Podcasts, die über TuneIn gestreamt werden können. Das Verzeichnis von TuneIn enthält eine reichhaltige Liste von Sport-, Nachrichten- und Musiksendern aus aller Welt.
Der Dienst wird auch mobil zum Beispiel durch Smartphones genutzt.
TuneIn ist darüber hinaus werkseitig in Fahrzeugen (z. B. in Modellen von  BMW, Ford, General Motors, Mercedes-Benz, Tesla und Volvo) sowie in AV-Receivern (z. B. Pioneer, Teufel) verfügbar.
Die Website gibt es derzeit in 22 verschiedenen Sprachen.